# Gla

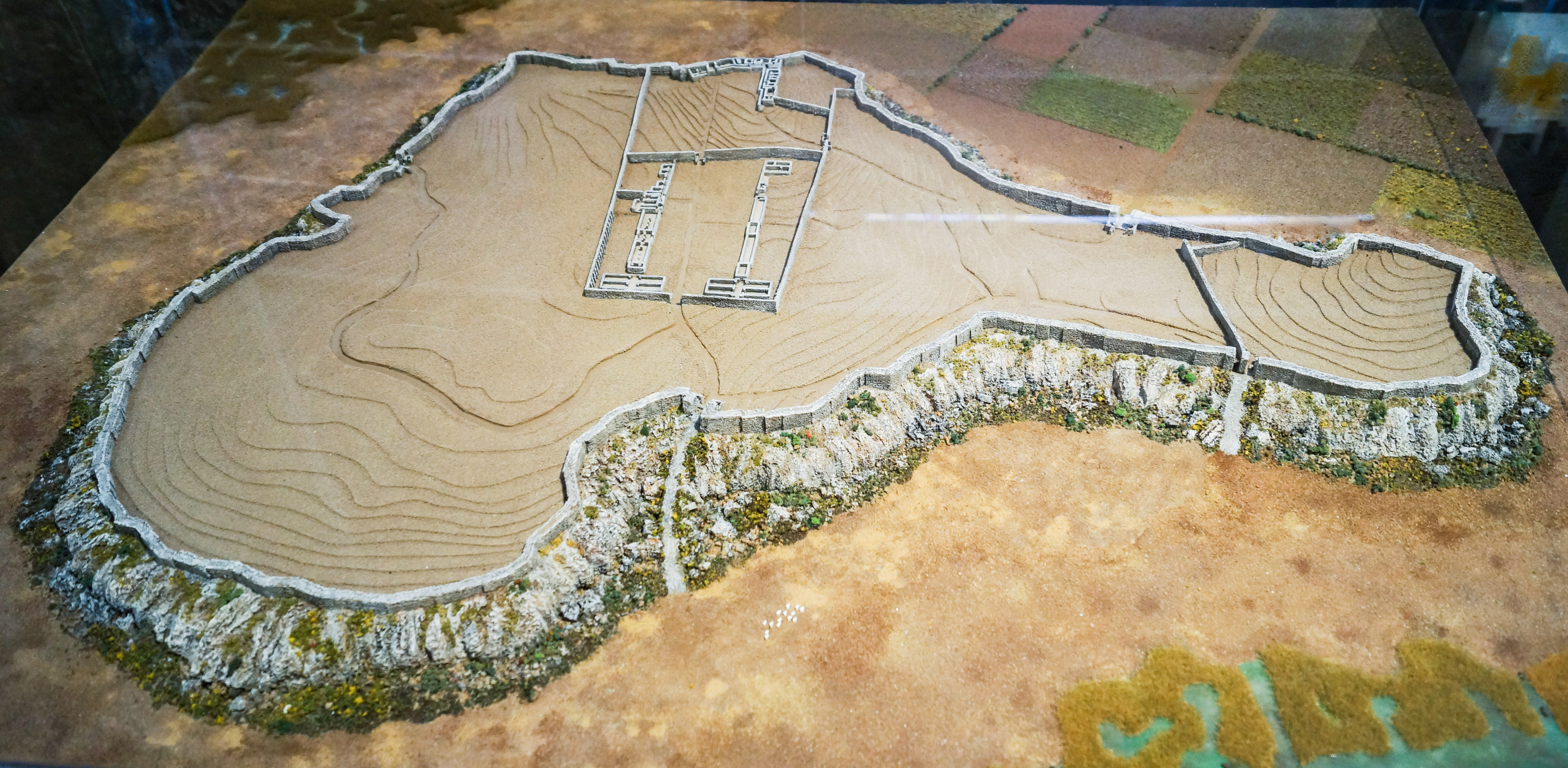
Modell von Gla im Archäologischen Museum von Theben

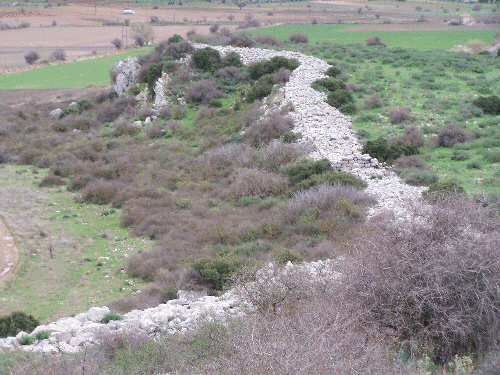
Nordwestteil der Befestigungsmauer der mykenischen Akropolis von Gla vom sog. „Palast“ aus gesehen

Gla (neugriechisch Γλα oder Γλας, beides (n. sg.)) ist der moderne Name einer bedeutenden mykenischen Siedlung in Böotien in Griechenland. Der Fundplatz liegt auf einem Hügel, der aus dem heute ausgetrockneten Kopaïs-See ragte. Der Siedlungshügel erhebt sich bis zu 38 Meter über dem umgebenden Gelände, ist etwa 900 Meter lang und misst an der breitesten Stelle 575 Meter.

## Benennung
Der heutige Name Gla leitet sich vom türkischen Kale, das 'Festung, Burg' bedeutet und in osmanischer Zeit in großen Teilen Südosteuropas Verbreitung gefunden hat, ab (vgl. bulg. kale, albanisch kala). Bei den Einheimischen wird sie auch Paläkastro (neugriechisch Παλαίκαστρο (n. sg.), Alte Burg) genannt. Welchen antiken Namen die Siedlung trug und ob sie mit einem für Böotien genannten Ort im Schiffskatalog Homers zu identifizieren ist, ist ungeklärt. Vor allem Ferdinand Noack vertrat die Theorie, dass es sich bei den Ruinen um das böotische Arne handeln könnte, das unter anderem von Homer und Pausanias erwähnt wurde und nach einer von vier Vermutungen, die Strabon wiedergibt, zusammen mit der Stadt Mideia im Kopaïs-See versank. Vor Noack hatte bereits Ulrich von Wilamowitz-Moellendorff die Identifizierung Arnes mit Gla in Betracht gezogen. Diese Identifikation ist jedoch nicht allgemein anerkannt und wurde u. a. vom Ausgräber André de Ridder abgelehnt.
Nach Pausanias und Stephanos von Byzanz gab es noch zwei weitere Städte, Athen und Eleusis, die im See versunken sein sollen.

## Erforschung
Edward Dodwell, der den Kopaïs-See 1805 besuchte, beschrieb Gla nur kurz, ohne es intensiver zu besichtigen. Auch William Martin Leake (1806) und Ludwig Ross (1834) erwähnten die Befestigung, ohne es selbst näher zu erforschen. Als erste Reisende besuchten Heinrich Ulrichs und Peter Wilhelm Forchhammer  im Jahre 1837 Gla. Ihnen folgten 1853 Wilhelm Vischer-Bilfinger, 1853–1855 Conrad Bursian und 1881 Heinrich Schliemann.
Im Mai 1893 besuchte der deutsche Archäologe Ferdinand Noack Gla und fertigte eine grobe Zeichnung der Stätte an. Einen Monat später führte der französische Archäologe André de Ridder Ausgrabungen durch und entdeckte auf der höchsten Erhebung den sogenannten Palast und weitere größere Gebäude. Im Sommer 1894 kehrte Ferdinand Noack zurück. Er entfernte den Bewuchs, vermaß die Mauern und alle sichtbaren Strukturen und fertigte einen detaillierten Plan an, der so genau ist, dass er noch heute von den Wissenschaftlern verwendet wird.
Von 1955 bis 1961 führte der griechische Archäologe Ioannis Threpsiadis Grabungen durch, die Spyros Iakovidis in den Jahren 1981 bis 1983 und 1990 bis 1991 fortsetzte. 2010 und 2011 wurden geophysikalische Prospektionen unter der Leitung von Christofilis Maggidis durchgeführt. Diese Arbeit war eigentlich auf fünf Jahre ausgelegt. Vasilios Petrakos, Generalsekretär der Archäologischen Gesellschaft Athen, ließ die Reports vor deren Veröffentlichung aus Ergon und Praktika entfernen und alle weiteren Arbeiten einstellen, da er fürchtete, die Daten würden Raubgräber anlocken. Die Daten zeigten, dass es, im Gegensatz zur Voraussage von Iakovidis, viele weitere bisher unentdeckte Gebäude gab. Maggidis wies darauf hin, dass man die Arbeiten nicht abbrechen dürfe, sondern vorantreiben müsse, um Raubgrabungen zu verhindern.
2018 wurde unter Leitung der Archäologin Elena Kountouri ein neues, auf fünf Jahre ausgelegtes Grabungsprojekt gestartet.

## Beschreibung
Bei Ausgrabungen kamen eine Befestigungsmauer sowie Gebäudereste aus mykenischer Zeit zu Tage. Ein Palast, vergleichbar z. B. mit Tiryns, Mykene oder Pylos wurde jedoch nicht gefunden. Das umschlossene Areal ist mit ungefähr 26 ha etwa zehn Mal so groß wie die mykenischen Oberstädte von Athen oder Tiryns.

### Die Mauer

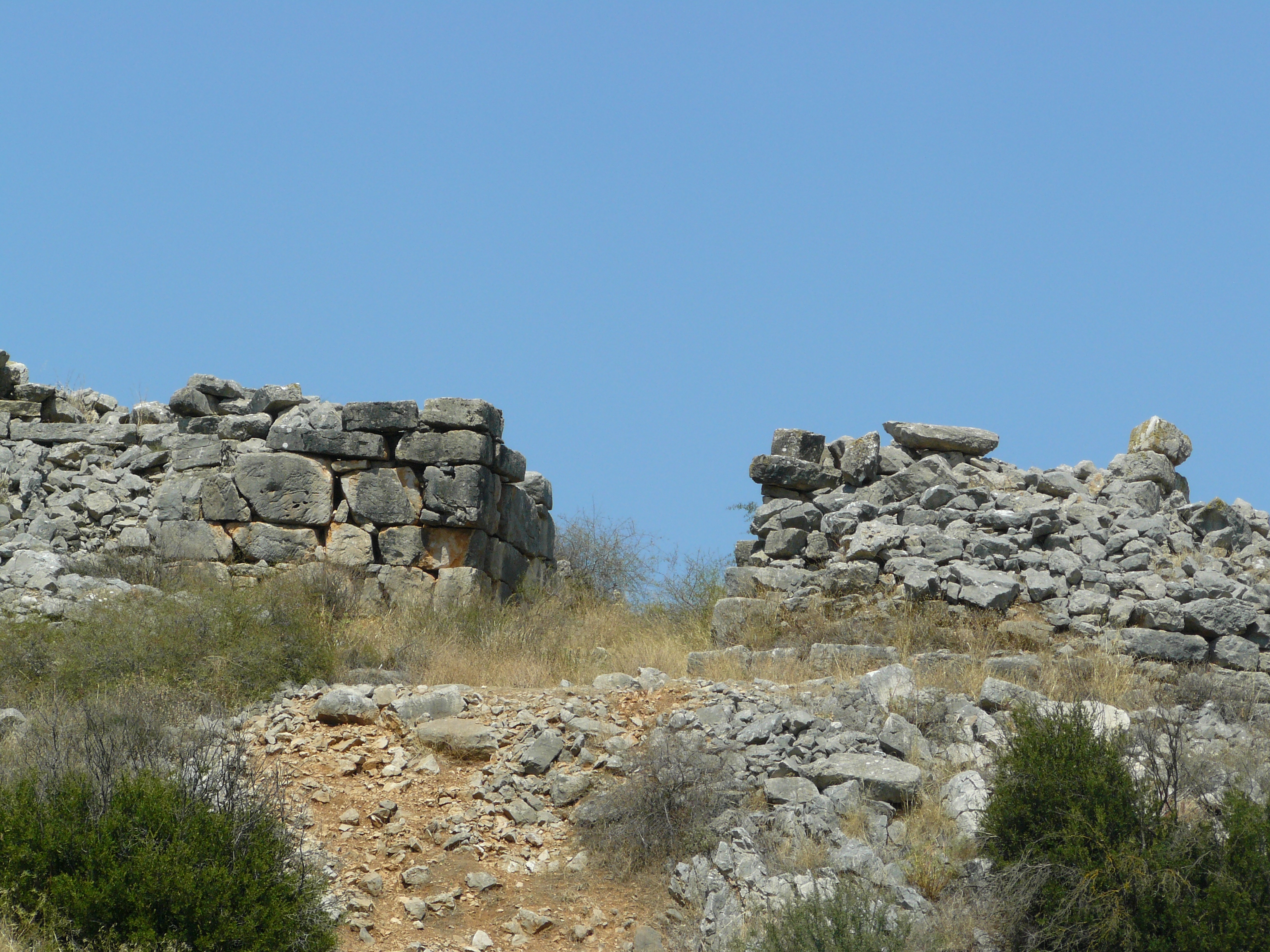
Südtor von Gla (Böotien)

Die Befestigungsmauer ist aus mittelgroßen Kalksteinblöcken in Zyklopenbauweise gefertigt, 2,8 km lang und heute noch 3–5 Meter hoch. Sie wurde an vielen Stellen direkt an den Steilhang des Hügels gebaut. Ihre Stärke beträgt bis zu 5,75 Meter und ist in kurzen geraden Abschnitten gebaut, die zueinander leicht versetzt gebaut wurden. Der Grund hierfür ist unbekannt. Man hat zum Beispiel angenommen, dass ein Abschnitt einem Tagewerk entsprechen würde, so dass an einem Tag ein Mauerteil abgeschlossen wurde, bevor am nächsten Tag der nächste begonnen wurde. Ein anderer Erklärungsversuch besagt, dass bei Beschädigung der Mauer zum Beispiel durch Erdbeben oder Angreifer nur ein Teil der Mauer einstürzen würde und dieser schnell wieder zu errichten wäre. Man hat auch vermutet, dass das Baumaterial nicht geeignet war, um gebogene Mauerzüge zu bauen, und deshalb die Mauer in kurzen geraden Abschnitten errichtete, um den Konturen des Hügels zu folgen. Für mykenische Verteidigungsmauern ungewöhnlich hatte sie vier Zugänge: im Norden, Westen, Südosten und das Haupttor im Süden. Zu den Toren führten aufwendige künstlich geschaffene Rampen. Die Befestigung wurde am Beginn der Phase Späthelladisch (SH) III B, also um 1300 v. Chr. oder wenig früher erbaut.

### Die Tore

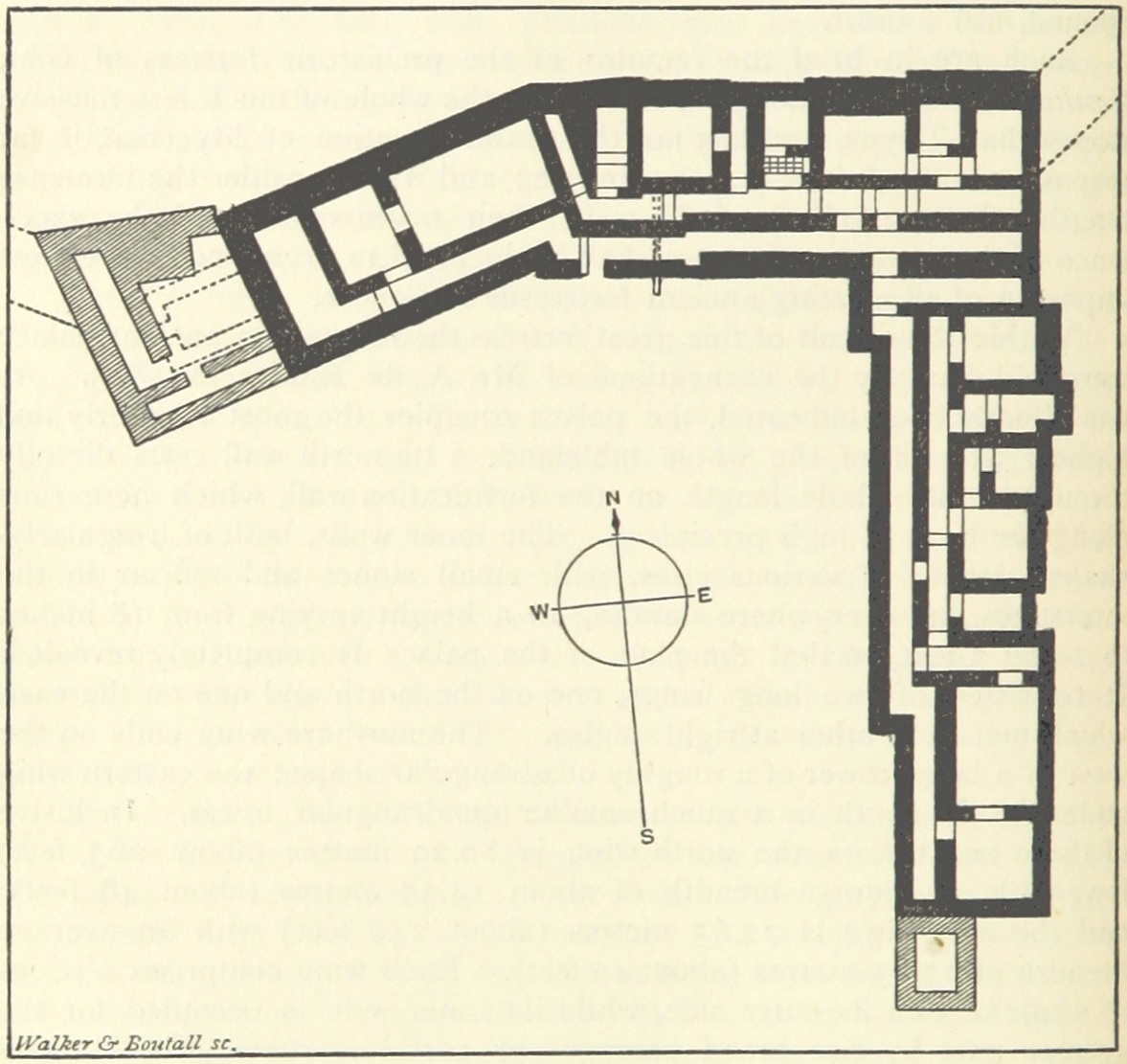
Plan des sogenannten „Palasts“

Das Westtor, welches von de Ridder auch Tor des Feigenbaums (frz. Porte du figuier) genannt wurde, ist mit 5,30 m Weite das kleinste Tor. Zu beiden Seiten des Tors war die Mauer verdickt und bildete zwei gegenüberliegende Bastionen. Am inneren Abschluss der Bastionen fand man die Türschwelle, hier befand sich einst das Tor. Betritt man die Burg durch das Westtor, so lag links ein 2,80 × 3,20 m großer Raum. Ihm gegenüber befand sich eine Mauer, die wahrscheinlich dazu diente, eine Überdachung des Torweges zu tragen. Etwa 5 m hinter dem Tor begann links eine gekrümmte Rampe, die auf die Mauer direkt neben der linken Bastion führte.
Das Nordtor verfügte ebenfalls über zwei Bastionen und hatte eine Breite von 5,50 m. Am Ende der Bastion befand sich ein zweiflügliges Tor. Rechts dahinter befand sich ein 2,80 × 3,20 m großer Raum und ihm gegenüber ein an zwei Seiten mit Mauern abgeschlossener Raum. Dieser Teil hinter der Mauer war wahrscheinlich überdacht. Am Ende dieses kleinen Innenhofs befand sich ein zweites zweiflügliges Tor.
Das Südosttor war ein Doppeltor. An den Mauerenden links und rechts der Tore und dazwischen gab es jeweils eine Bastion. Das westliche linke Tor hatte eine Weite von 4,90 m. Hinter dem zweiflügligen Tor lag rechts ein Raum von 3,10 × 3,00 m und dahinter ein weiteres zweiflügliges Tor. Das östliche Tor hatte eine Weite von 3,90 m, und hinter dem zweiflügeligen Tor lag ein 2,40 × 3,00 m großer Raum.
Das Südtor war mit einer Breite von 5,80 m das größte und am besten gesicherte Tor. Die südliche rechte Bastion war etwa 6 m gegenüber der linken vorgezogen. Angreifer konnten so von der vom Schild ungeschützten Seite und von hinten attackiert werden. Hinter dem zweiflügligen Tor gab es links einen 4,25 × 2,90 m großen Raum. Ihm gegenüber gab es einen an zwei Seiten mit Mauern eingefassten Platz, der in einer späteren Bauphase auch in einen Raum umgewandelt wurde. Hinter diesem Raum gab es eine Rampe, die auf die Mauer führte.
Bei den Arbeiten im Jahre 2010 und 2011 entdeckte man zwei weitere Ausfalltore im Süden der Befestigung. Das östliche Ausfalltor führte über eine schmale Treppe zur Höhle im Süden. Das zweite Ausfalltor lag 60 m westlich des ersten, war 3 m breit und führte zu einer Terrasse außerhalb der Mauer. Zwischen den Ausfalltoren gab es fünf schmale rechteckige Nischen, die wahrscheinlich von der Mauer aus zugänglich waren und als Wachposten für die Ausfalltore dienten. Auch im West- und Nordsektor der Mauer fand man jeweils eine entsprechende Niche. Innerhalb der Mauer fand man 100 m nördlich des Westtores, 70 m östlich des Nordtores und 200 m westlich des Südtores einen Raum. Hierbei handelt es sich entweder um eine Kasematte oder einen Turm.

### Der sogenannte „Palast“
Von den architektonischen Resten der Innenbebauung sticht vor allem ein großes, meist als „Palast“ bezeichnetes, L-förmiges Gebäude hervor. Es befindet sich auf der höchsten Erhebung im Norden der Siedlung auf einer künstlichen Terrasse. Das Gebäude besteht aus zwei Flügeln, die räumlich voneinander getrennt sind. Der eine erstreckt sich von Nord nach Süd und der andere von West nach Ost. In jedem dieser Flügel befinden sich zumeist sehr kleine Räume, in Gruppen zu jeweils sechs angeordnet und mit Korridoren verbunden. Das Fehlen eines Thron(saals), eines Herdes, eines Bads und die Größe der Räume machen es sehr unwahrscheinlich, dass es sich um einen mykenischen Palast handelte. In den Räumen 5 und 9 des Westflügels fand de Ridder wenige Bruchstücke von Fresken. Im Hof des Palastes, wo die zwei Flügel aufeinander treffen, fand Threpsiades eine Hälfte eines Kulthorns, das vermutlich einst das Dach bekrönt hatte.
Eine dünnere Mauer umgab das Gebäude zusammen mit einem 1,5 ha großen Bereich, und es gab im Osten und im Süden ein Zugangstor. Im Osten des „Palasts“ schloss sich ein weiterer kleiner Bereich an, der von einer Mauer umgeben war und dessen Funktion bisher unbekannt ist. In Byzantinischer Zeit wurde auf den Grundmauern des Palastes eine kleine Kirche errichtet, die jedoch heute komplett verschwunden ist.

### Weitere Bebauung

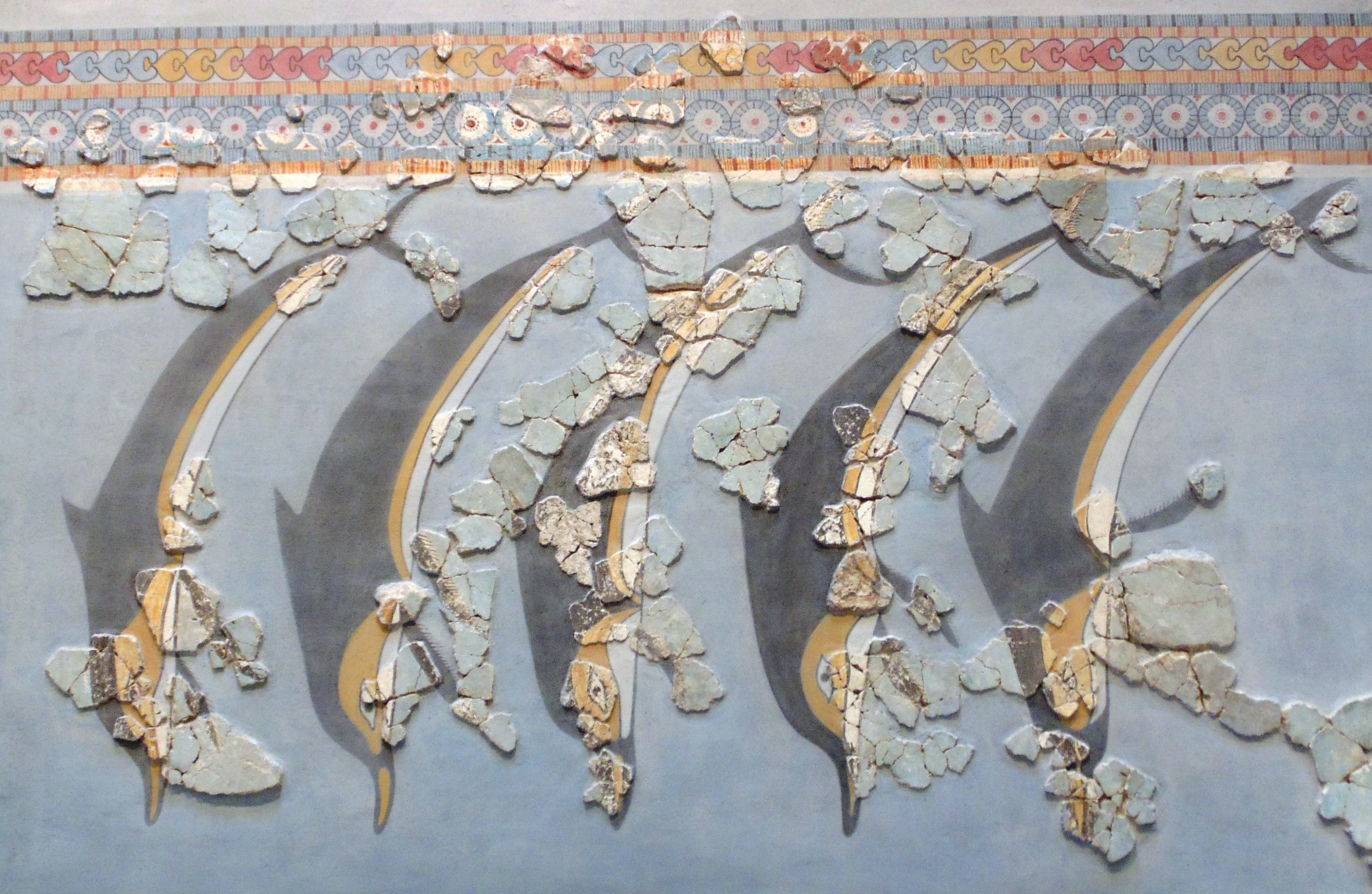
Der Delphinfries aus Gla aus der sogenannten „Agora“

Durch das Tor im Süden der Palasteinfriedung gelangte man zur sogenannten „Agora“, die auch von einer Mauer umgeben war und durch ein Tor im Süden vom übrigen Gelände betreten werden konnte. Hier fand man die Fundamente von zwei Gebäudekomplexen, die parallel zueinander angeordnet waren. Sie hatten einen ähnlichen Grundriss und waren in Nord-Süd-Richtung orientiert. In beiden Fällen verbindet ein langer Korridor Gebäude im Norden und Süden der Komplexe. Die Gebäude sind in kleine Räume unterteilt. Vor Raum N1 des östlichen Gebäudes entdeckte man in einer Grube Bruchstücke des Delphinfrieses zusammen mit dem einzigen Siegel, das in Gla entdeckt wurde, und einer bronzenen Türhülse. Weitere Bruchstücke anderer Fresken fand man in M3, die als Küche bezeichnet wird, und in Raum H4 des Gebäudes H. Die Fachleute sind sich uneinig, welche Funktion die Gebäude der „Agora“ hatten. Vorgeschlagen wurde, dass sie als Kasernen dienten, aber auch eine Nutzung als Vorratsräume und/oder Werkstätten wird propagiert.
Im Osten von Gla war ein kleinerer Bereich durch eine Mauer abgetrennt. Die Mauer stieß im Süden auf das Doppeltor im Südosten, so dass man durch den östlichen Torflügel den abgetrennten Bereich betreten konnte und durch den westlichen Zugang in den Hauptteil gelangte. In dieser Umfriedung bauten sich Freiheitskämpfer während der Griechischen Revolution um 1821 eine Kapelle als Unterschlupf, von der jedoch kaum Überreste vorhanden sind. Außerhalb der Umfriedungen wurden bei den geophysikalischen Prospektionen 2010–2011 zahlreiche Gebäude entdeckt. Bei den Grabungen 2018–2019 wurden sechs identische Gebäude mit der gleichen Ausrichtung entdeckt, die jeweils eine Fläche von 240 m² hatten. Sie könnten der Lagerung und Speicherung der Ernte oder als Werkstätten gedient haben.

### Interpretation
In der frühen Jungsteinzeit war der Hügel dicht besiedelt, aber erst in der mykenischen Zeit wurde die Befestigung errichtet. Man vermutet, dass Gla zu dieser Zeit nur zeitweise bewohnt war und als Fluchtburg, Militärlager und Warenlager genutzt wurde. Aufgrund der Einteilung des „Palastes“ in zwei fast gleich große Flügel vermutet man, dass Gla von zwei größeren Städten wie zum Beispiel Orchomenos und Theben gemeinsam errichtet und betrieben wurde und das L-förmige Gebäude als Sitz für die Repräsentanten der beiden Städte diente.
Der Kopaïs-See war schon sehr früh durch den Bau von Kanälen, die zu den vorhandenen Katavothren (Schlucklöchern) führten, entwässert worden. Das dadurch entstandene fruchtbare Gebiet konnte hervorragend landwirtschaftlich genutzt werden. Gla lag genau in der Mitte dieses neu gewonnenen Landes und könnte als administratives Zentrum zum Erfassen und Lagern der Ernte und zum Bau und Instandhaltung der Entwässerung gedient haben. Im späten 13. Jahrhundert v. Chr. (während, aber nicht am Ende von SH III B2) wurde die Siedlung wahrscheinlich bei einer feindlichen Auseinandersetzung durch Feuer zerstört. Sie wurde danach nicht weiter genutzt. Warum sie verlassen wurde, ist nicht bekannt. Die Archäologin Elena Kountouri vermutet, dass eine Trockenperiode zur Aufgabe von Gla und den nahegelegenen Siedlungen führte. Laut dem Mythos soll jedoch Herakles dafür verantwortlich sein. Er soll Orchomenos zerstört haben und die Katavothren verstopft haben.
Zur Zeit der Aufgabe der Festung versagte die Entwässerung, und das Land wurde für die Landwirtschaft unbrauchbar; Gla wurde im Jahresverlauf zeitweise zur Insel. Die ersten Besucher Glas der Neuzeit beschrieben den Ort je nach Jahreszeit ihres Besuchs als Insel. Erst 1887 wurde der Kopaïs-See endgültig trockengelegt.

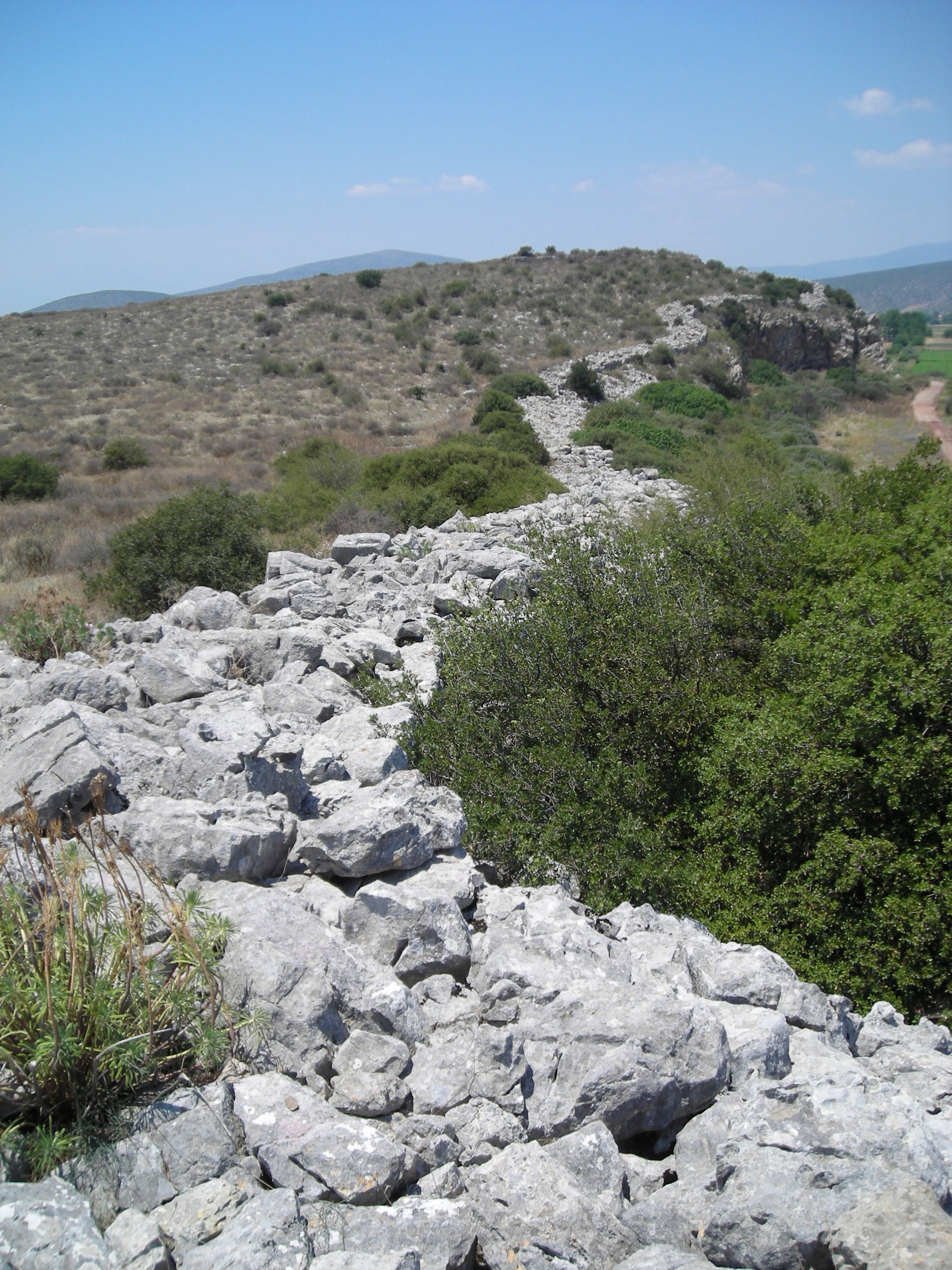
Blick auf die Akropolis von Gla aus Nordost
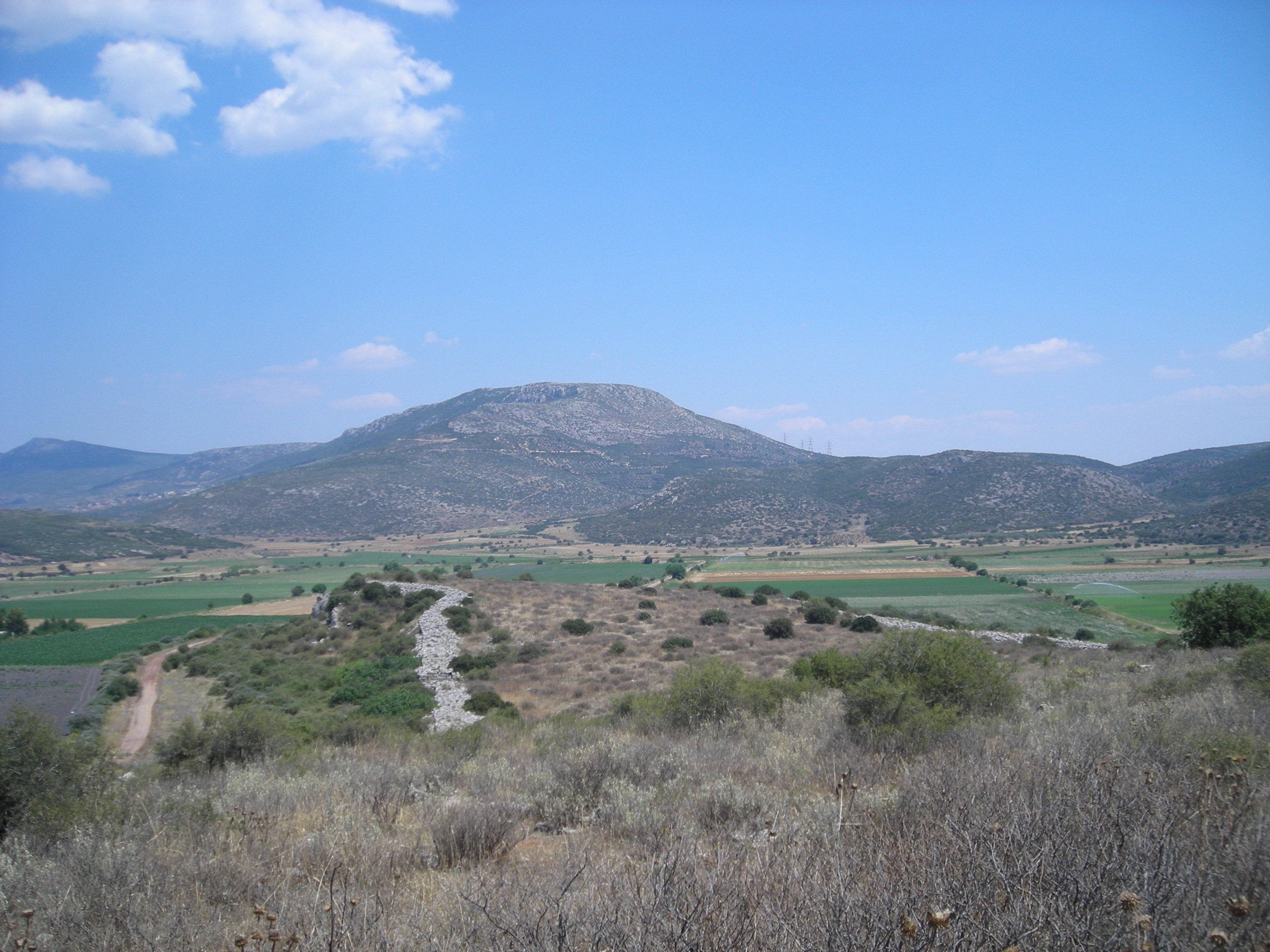
Blick von der Akropolis von Gla nach Ost
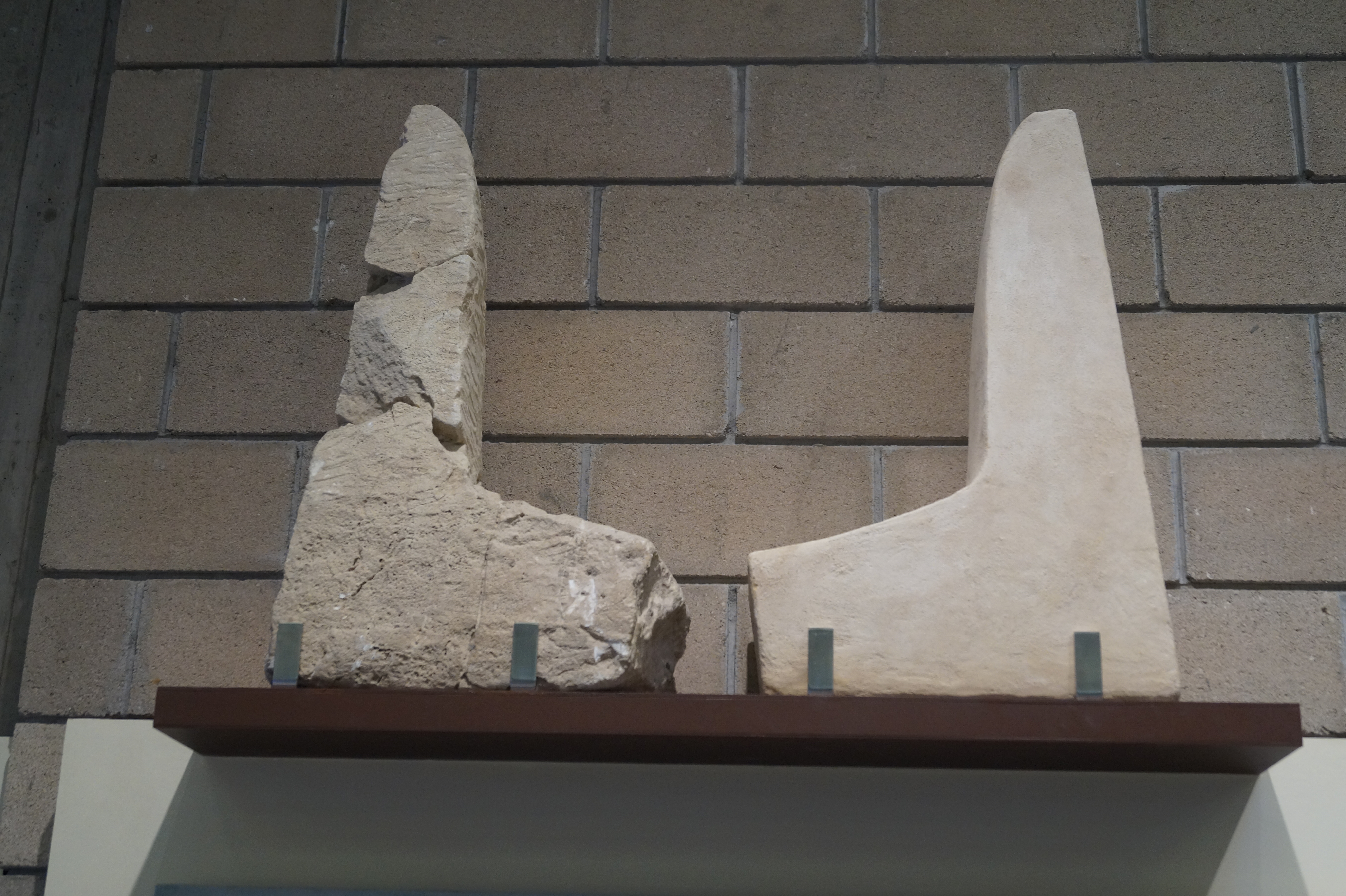
Kulthörner aus dem Hof des Palastes
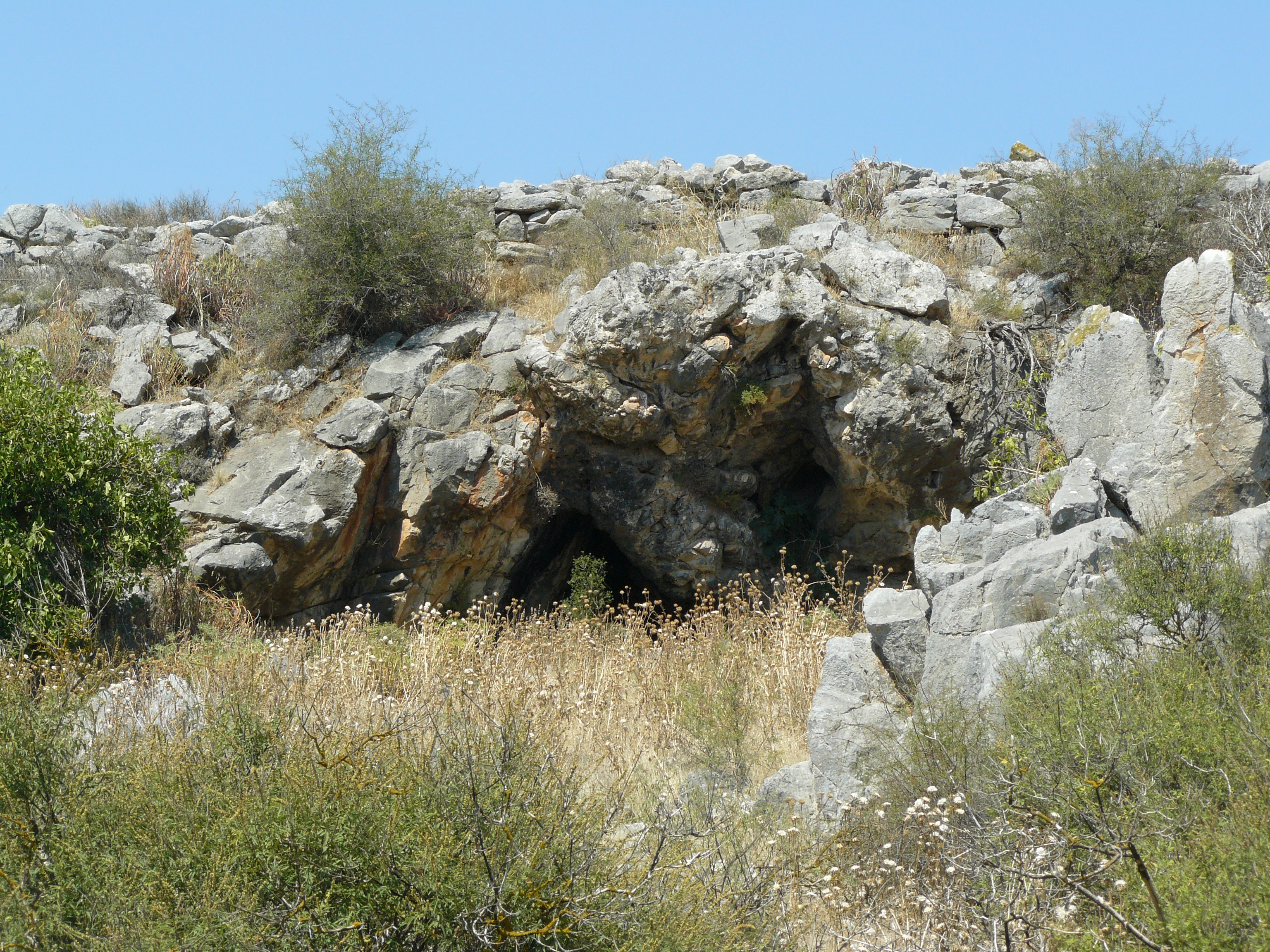
Südhöhle, zu der ein Ausfalltor führt